# Opisthograptis lacticolor
Opisthograptis lacticolor är en fjärilsart som beskrevs av Harrison 1905. Opisthograptis lacticolor ingår i släktet Opisthograptis och familjen mätare. Inga underarter finns listade i Catalogue of Life.